# Jan Choroszman
Jan Choroszman ps. Zawisza (ur. 2 stycznia 1928 w Jeziorku koło Kamienia Koszyrskiego, zm. 12 kwietnia 2001) – konstruktor broni strzeleckiej, partyzant.
W latach 1943–44 był członkiem Brygady Partyzanckiej im. Tadeusza Kościuszki. W tym okresie brał udział w konspiracyjnej produkcji broni partyzanckiej, znanej w historii pod nazwą “Pistolety Maszynowe Choroszmanów”. Po przejściu frontu przez teren Polesia wstąpił do 2 Armii WP. Początkowo spotkał się z odmową przyjęcia do wojska z uwagi na młody wiek. Wówczas podał nieprawdziwe dane odnośnie do swojego roku urodzenia. Od tej chwili na wszystkich późniejszych dokumentach widniała data urodzenia 2.01.1927. Szlak bojowy zakończył pod Budziszynem w maju 1945 roku, zdobywając trzy odznaczenia.
Po demobilizacji osiedlił się w Darłowie, gdzie po wojnie znalazła się jego rodzina. Tam też podjął pracę w młynie, prowadzonym przez ojca i brata. Mimo przeszłości związanej z partyzantką ludową nie mógł się pogodzić z narzuconą przez ZSRR przebudową ustroju Polski i samowolą organów bezpieczeństwa. Wspólnie z kilkoma kolegami założył oddział konspiracyjny, dezorganizujący pracę organów państwowych. Grupa ta m.in. zorganizowała napad na posterunek MO, gdzie zdobyto 4 sztuki broni długiej oraz napad na urząd pocztowy uwieńczony pozyskaniem sumy 5 tys. złotych.
Po kilku miesiącach oddział “Zawiszy” związał się z partyzantką niepodległościową spod znaku NSZ. Mimo akcji poszukiwawczej Ministerstwa Bezpieczeństwa Publicznego Choroszmanowi udało się od czasu do czasu widywać z rodziną, a także z narzeczoną, Basią. Ta ostatnia zdenuncjacjowała Choroszmana, który w początkach 1948 roku został aresztowany. W trakcie procesu sądowego w Szczecinie prokurator żądał dla niego kary śmierci. Sąd wziął jednak pod uwagę młody wiek oskarżonego, uczestnictwo w partyzantce ludowej i szlak bojowy w WP. Ponadto nie udowodniono mu żadnego przypadku zabicia człowieka. Przy odczytywaniu wyroku orzeczono wprawdzie karę śmierci, ale zamieniono ją na dożywotnie więzienie. Od tego momentu Choroszman jako więzień bezterminowy przebywał w kilku więzieniach, m.in. w Nowogardzie i Potulicach. Po śmierci Stalina w 1953 r. zmniejszono mu wyrok do 15 lat pozbawienia wolności, a następnie mocą amnestii z 1956 r. do lat 10. Z więzienia wyszedł w marcu 1957 roku, ważąc 43 kg.
Początkowo przebywał u rodziny, następnie przeniósł się do wsi Białogarda w pow. lęborskim, gdzie uruchomił warsztat ślusarski, specjalizujący się w produkcji wozów konnych. W tym okresie uzyskał dyplom czeladniczy, a po kilku latach mistrzowski. Dodatkowo uczęszczał na kursy dla szyprów morskich w Gdańsku i uzyskał patent. Na początku lat 1960. przeniósł się z warsztatem do pobliskiej Łeby i świadczył usługi dla ludności. W tym czasie Muzeum Wojska Polskiego w Warszawie organizowało stałą ekspozycję broni wyprodukowanej w konspiracji i zleciło Choroszmanowi wykonanie trzech replik leśnych automatów. Przekazania broni do muzeum dokonano 24 sierpnia 1962 roku.
Choroszman zakupił stary, drewniany  kuter rybacki i przebudował go na statek wycieczkowy, nadając mu nazwę “Herkules”. Po kilku latach dokupił jeszcze dwie jednostki. Większą, mogącą przewieść 87 pasażerów, nazwał “Zawisza” od swojego pseudonimu partyzanckiego, natomiast mniejszą, będącą jednostką pomocniczą, nazwał po prostu “Kaczka”. Ta ostatnia była wcześniej szalupą ratunkową na statku pasażerskim “Batory”. W ten sposób rozszerzył zakres usług przewozowych o słowińską wieś Kluki. Pod koniec lat 1970. urzędnicy Słowińskiego Parku Narodowego ograniczyli akwen do rzeki Łeby.
Jan Choroszman przez całe swoje życie pozostawał samotny. Zmarł 12 kwietnia 2001 roku. Jest pochowany na cmentarzu w Pręgowie koło Kolbud w woj. pomorskim.

## Filmy i reportaże
- "Życie na wodzie" reż. Tadeusz Litowczenko, OTVP Poznań, 1987
- "Sprawa dla reportera" program Elżbiety Jaworowicz TVP 1, 1987